# Novosiólovski
Novcsiólovski (del ruso: Новосёловский) es un jútor del raión de Beloréchensk del krai de Krasnodar, en Rusia. Se sitúa junto al límite con Adiguesia, en la orilla derecha del Bélaya, afluente del río Kubán, 12 km al noroeste de Beloréchensk y 64 km al este de Krasnodar, la capital del krai. Tenía 16 habitantes (2011).
Pertenece al municipio Shkólnenskoye.